# Ampliación Nueva Reforma
Ampliación Nueva Reforma är en ort i Mexiko.   Den ligger i kommunen Motozintla och delstaten Chiapas, i den sydöstra delen av landet, 900 km sydost om huvudstaden Mexico City. Ampliación Nueva Reforma ligger 2 448 meter över havet och antalet invånare är 178.
Terrängen runt Ampliación Nueva Reforma är varierad. Ampliación Nueva Reforma ligger uppe på en höjd. Runt Ampliación Nueva Reforma är det ganska tätbefolkat, med 78 invånare per kvadratkilometer. Närmaste större samhälle är Motozintla de Mendoza, 8,9 km öster om Ampliación Nueva Reforma. Omgivningarna runt Ampliación Nueva Reforma är en mosaik av jordbruksmark och naturlig växtlighet.